# Ях'я аль-Кадір
Ях'я II аль-Кадір біллах (араб. القادر بالله يحيى بن; д/н — 28 жовтня 1092 — 3-й емір Толедської тайфи в 1075—1085 роках, емір Валенсійської тайфи в 1075—1076 і 1086—1092 роках.

## Життєпис
Походив з династії Ді-л-Нунідів (Зу-н-Нунідів). Син Ісмаїла, спадкоємця трону. Через те, що останній помер молодим дід Ях'ї — аль-Мамун, емір Толедо, оголосив того своїм спадкоємцем. 1075 році після смерті аль-Мамуна успадкував владу в Толедській, Кордовській та Валенсійських тайфах. Прийняв почесне ім'я аль-Кадір.
Спочатку він слухався візира Ібн аль-Хадіді, якого залишив його дід. Але 1076 року внаслідок палацових інтриг емір Толедо наказав стратити свого візира. Невдовзі своєю необережною політикою спричинив повстання в Валенсії, внаслідок чого втратив ці володіння. Водночас місто Сантабарійю захопив Ахмад I аль-Муктадір, емір Сарагоси. Також поновилася війна з Севільською тайфою. 1077 року кордони Толедської тайфи зазнали атак кастильських військ. 1078 року було втрачено Кордову.
1080 року за підтримки місцевої знаті аль-Кадіра було повалено Аль-Мутавакілем, еміром Бадахосу. Правитель Толедо втік до Кеунки, де збирав вірні війська. Також звернувся по допомогу до Альфонсо VI, короля Кастилії і Леону. Зрештою 1081 року зумів поновитися на троні. Але 1082 року внаслідок нового повстання знову втратив владу. 1083 року за підтримки кастильців відновився на троні. 1084 року знову відбулися заворушення. У відповідь Ях'я аль-Кадір вигнав з тайфи представників прокастильської партії.
1085 році він уклав антикастильський союз з Юсуфом аль-Мутаміном, еміром Сарагоси, Аль-Мутавакілем, еміром Бадахосу, та Аль-Мутамідом, еміром Севільї. Це стало приводом до вторгнення військ на чолі з Альфонсо VI. Місцеве населення, змучене постійними війнами та слабкістю влади, практично не чинило опір. Після недовгої облоги аль-Кадір погодився капітулювати.
У 1086 році за підтримки кастильців йому було передано Валенсійську тайфу. Натомість він повинен був зібрати війська для війни проти Юсуфа ібн Ташфіна, еміра Альморавідів, та його союзників.
1090 року фактичну владу в тайфі перебрав Сід Кампеадор. У 1092 році Абу Ісса Лубун ібн Луббун, візир аль-Кадіра, повстав у Морведре, не погодившись з його політикою угод з християнами. Він передав це місто Абд-аль-Маліку, еміру Альбаррасіну. В жовтні того ж року внаслідок повстання в Валенсії, яке очолив каді Абу Джафар Ахмад ібн Яххав, мавши на меті передати місто Альморавідам, Ях'ю аль-Кадіра було вбито.